# Marco Antônio Lemos Tozzi
Marco Antônio Lemos Tozzi, besser bekannt als Catê, (* 7. November 1973 in Cruz Alta; † 27. Dezember 2011 in Ipê) war ein brasilianischer Fußballspieler und -trainer. Der Stürmer spielte bei Vereinen aus Brasilien, Chile, Italien, den USA und Venezuela.

## Karriere

### Verein
Catê begann seine Profikarriere 1989 in seiner Heimatstadt bei Guarany de Cruz Alta. Nach einer kurzen Station bei Grêmio FBPA in Porto Alegre, folgte beim FC São Paulo unter Trainer Telê Santana sein Durchbruch. Mit São Paulo feierte der Offensivakteur auch seine größten Erfolge, darunter je zwei Mal die Copa Libertadores und den Weltpokal. Neben weiteren Vereinen in seinem Heimatland war er auch bei Universidad Católica sowie dem CD Palestino aus Chile, Sampdoria Genua aus Italien, New England Revolution aus den USA und UA Maracaibo aus Venezuela aktiv. 2008 beendete Catê seine Karriere beim Brusque FC.

### Nationalmannschaft
Catê spielte für die U20-Nationalmannschaft bei der Weltmeisterschaft 1993 alle sechs Spiele. Beim 2:0-Halbfinalsieg gegen Australien erzielte der Stürmer den 2:0-Treffer. Die Mannschaft aus Brasilien gewann nach dem Finalsieg gegen Ghana den Weltmeistertitel.

### Trainer
Catê wurde 2008 interimsweise Spielertrainer beim Brusque FC. Später trainierte der frühere Stürmer noch Itinga und Nova Prata.

## Erfolge
São Paulo
- Staatsmeisterschaft von São Paulo: 1991, 1992
- Brasilianischer Meister: 1991
- Weltpokal: 1992, 1993
- Copa Libertadores: 1992, 1993
- Supercopa Sudamericana: 1993
- Copa Conmebol: 1994

Cruzeiro
- Staatsmeisterschaft von Minas Gerais: 1994

Universidad Católica
- Chilenischer Meister: 1997-A

Flamengo
- Staatsmeisterschaft von Rio de Janeiro: 2000

U20 Brasilien
- U20-Südamerikameister: 1992
- U20-Weltmeister: 1993

## Sonstiges
Am 27. Dezember 2011 verstarb Catê bei einem Unfall, als sein Auto mit einem Lastkraftwagen zusammenstieß.